# 蘇萊曼·希科

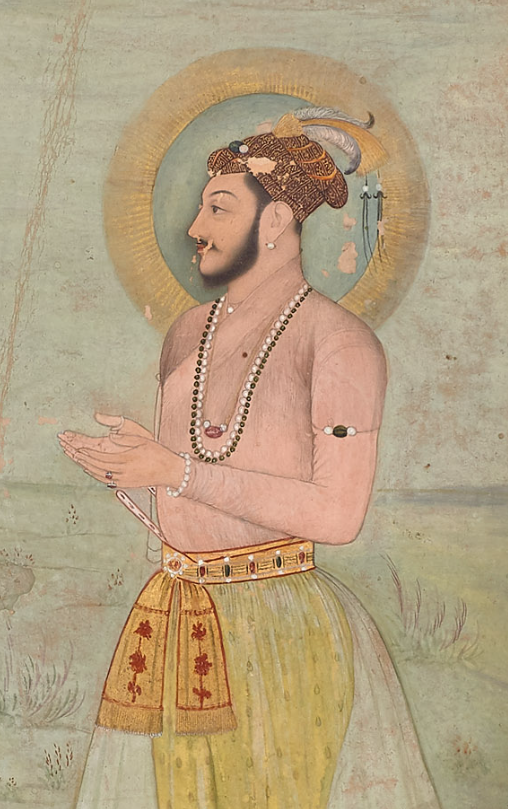
蘇萊曼·希科肖像

蘇萊曼·希科（Sulaiman Shikoh，1635年3月15日—1662年5月），蒙兀兒帝國皇帝沙賈汗長孫，皇長子达拉·希科之子。
他是沙賈汗第一位孫兒，曾於1649年—1651年出任特達市總督和1655年—1657年阿瓦德總督和父親軍隊指揮官，但在1659年他的父親被奧朗則布打敗並處死後，他也很快被奧朗則布處決於瓜廖爾，蘇萊曼·希科後來被安葬於瓜廖爾的叛徒墓地，他最小的叔叔穆罕默德·穆拉德·巴克什也被埋葬於此。